# Erp (Holandia)
Erp – wieś w Holandii w prowincji Brabancja Północna. W 2009 roku liczba ludności wynosiła 4720 mieszkańców.